# Swing ändå
Swing ändå skrevs av Kai Gullmar (musik) och Hasse Ekman (text), med sång av Alice Babs. 
Den är med i filmen Magistrarna på sommarlov.

### Fotnoter
1. ↑  ”Swing ändå”. Svensk filmdatabas. 8 mars 1941. http://www.sfi.se/sv/svensk-filmdatabas/Item/?type=MUSIC&itemid=2949. Läst 31 januari 2015.
2. ↑  ”Swing ändå”. Svensk filmdatabas. 8 mars 1941. http://www.sfi.se/sv/svensk-filmdatabas/Item/?itemid=3963&type=MOVIE&iv=Music. Läst 31 januari 2015.